# Tartaroblatta gaschei
Tartaroblatta gaschei är en kackerlacksart som beskrevs av Harz 1985. Tartaroblatta gaschei ingår i släktet Tartaroblatta och familjen småkackerlackor. Inga underarter finns listade i Catalogue of Life.